# Ratownik wodny śródlądowy
Ratownik wodny śródlądowy – dawny zawodowy stopień w ratownictwie wodnym, istniejący do 2012 roku. Ustawą o bezpieczeństwie osób przebywających na obszarach wodnych od 1 stycznia 2012 wprowadzone zostało tylko jedno uprawnienie – ratownik wodny, zastępując wszystkie istniejące uprawnienia z zakresu ratownictwa wodnego.

## Wymogi formalne do rozpoczęcia kursu
- uczestnik musi mieć ukończony 18. rok życia
- uczestnik musi posiadać:
  - stopień ratownika WOPR
  - tytuł ratownika w rozumieniu ustawy o PRM lub tytuł: lekarza systemu pielęgniarki systemu, ratownika medycznego
  - ważną kartę identyfikacyjną ratownika WOPR
  - dwa patenty lub uprawnienia przydatne w ratownictwie wodnym
  - udokumentowane odbycie 100 godzin stażu ratownika WOPR, w tym 50 godzin na kąpielisku śródlądowym

## Uprawnienia (do 2012 roku)
Ratownik wodny śródlądowy mógł:
- wykonywać czynności ratownika WOPR
- udzielać kwalifikowanej pierwszej pomocy zgodnie z ustawą o PRM
- pełnić funkcję kierownika zespołu ratowników na śródlądowych kąpieliskach i obszarach wodnych.

## Aktualne uregulowania prawne
Stopień ratownika wodnego śrólądowego znajdował umocowanie prawne w uchwale nr 5/6/09 Prezydium Zarządu Głównego Wodnego Ochotniczego Pogotowia Ratunkowego z dnia 5 grudnia 2009 roku w sprawie stopni ratowników i instruktorów WOPR. Po wejściu w życie w 2012 roku ustawy o bezpieczeństwie osób przebywających na obszarach wodnych jest tylko jedno obowiązujące uprawnienie – ratownik wodny, które zastąpiło wszystkie dotychczasowe uprawnienia z zakresu ratownictwa wodnego. Jednakże Wodne Ochotnicze Pogotowie Ratunkowe zachowało nadal wszystkie dotychczasowe stopnie, które należy traktować jako wewnętrzną hierarchię organizacji (potwierdzenie utrzymania stopni można znaleźć m.in. w uchwale ZG WOPR z dnia 28 marca 2015 r.).